# Кулиев, Эльдар Шахбазович
Эльда́р Шахба́зович Кули́ев (укр. Ельдар Шахбазович Кулієв; род. 24 марта 2002, Киев) — украинский и азербайджанский футболист, полузащитник клуба «Зиря».

## Биография
Эльдар Кулиев родился 24 марта 2002 года в Киеве. По национальности — азербайджанец. Его дедушка по отцовской линии Гатам Гулиев являлся заслуженным деятелем науки Азербайджана.
Футболом начал заниматься в 6 лет, в клубе «Едность» Киев под руководством тренера Анатолия Леонидовича Блазуня.
На юношеском уровне выступал за киевский клуб «Арсенал». В 2014 году на Конкурсе мастерства, организованном Федерацией футбола города Киев, стал победителем в упражнении «Жонглирование мячом» на призы А. А. Бибы в возрастной категории участников 2002 года рождения. Впоследствии перешёл уже в молодёжную академию «Мариуполя». В сезоне 2019—2020 годов выступал за юношескую и молодёжную команду «приазовцев». В августе и сентябре 2020 года выступал преимущественно за молодёжную команду «Мариуполя». Впервые в заявку главной команды попал ещё 18 сентября 2020 года на поединок 3-го тура Премьер-лиги против «Днепра-1» (2:1), но на поле так и не появился. За главную команду мариупольцев дебютировал 30 сентября 2020 в победном (3:1, овертайм) выездном поединке 1/16 финала кубка Украины против «Виктории». Эльдар вышел на поле на 55-й минуте, заменив Данила Сикана. В Премьер-лиге дебютировал за «Мариуполь» 25 октября 2020 года в выездном (1:1) ничейном поединке 7-го тура против петровского клуба «Ингулец». Эльдар вышел на поле на 87-й минуте, заменив Вячеслава Танковского.